# الكسندر ماكاي
الكسندر ماكاي هو سياسي كندي، (و. 1818  م).